# Lékárna

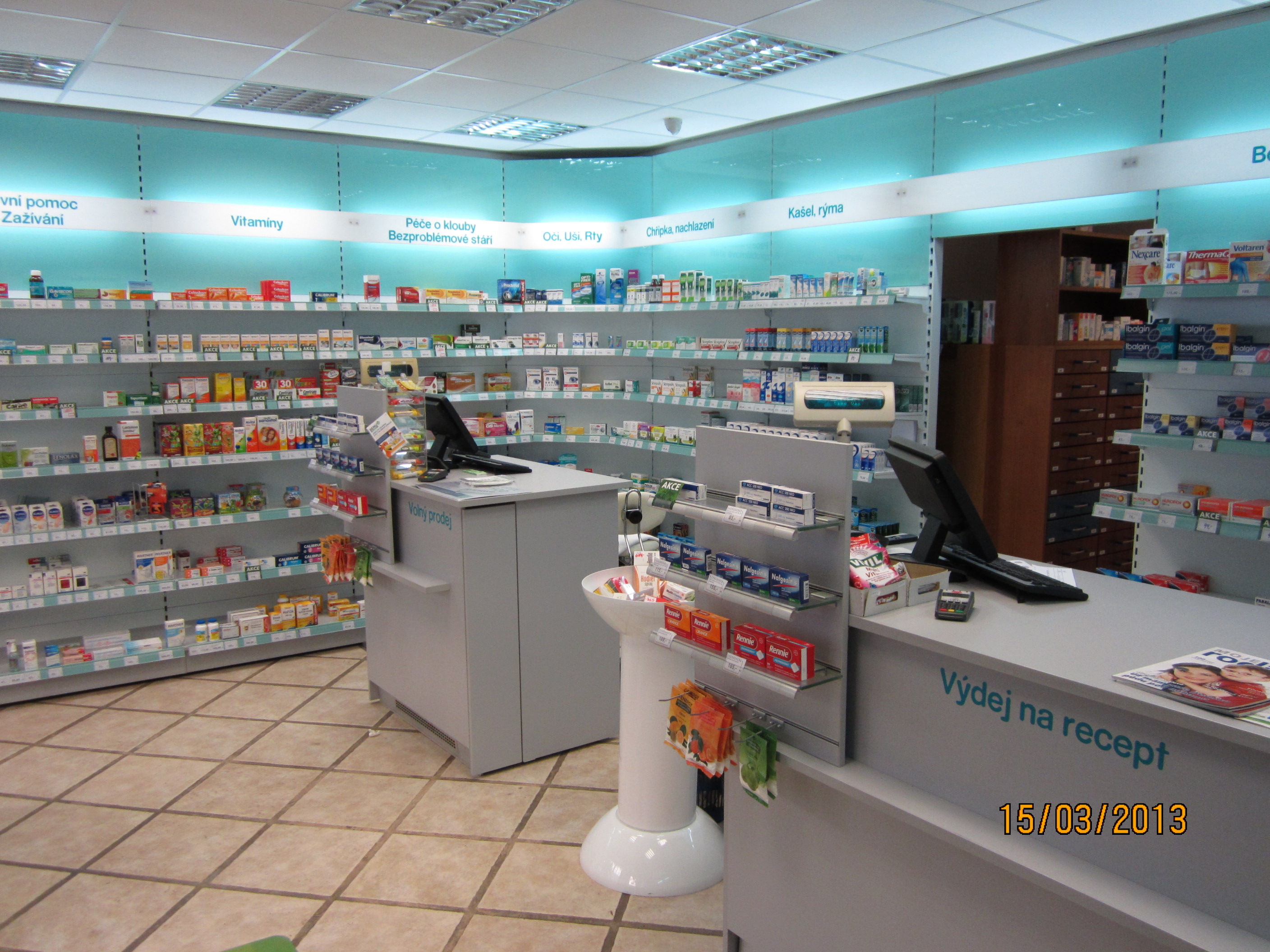
Lékárna v Praze

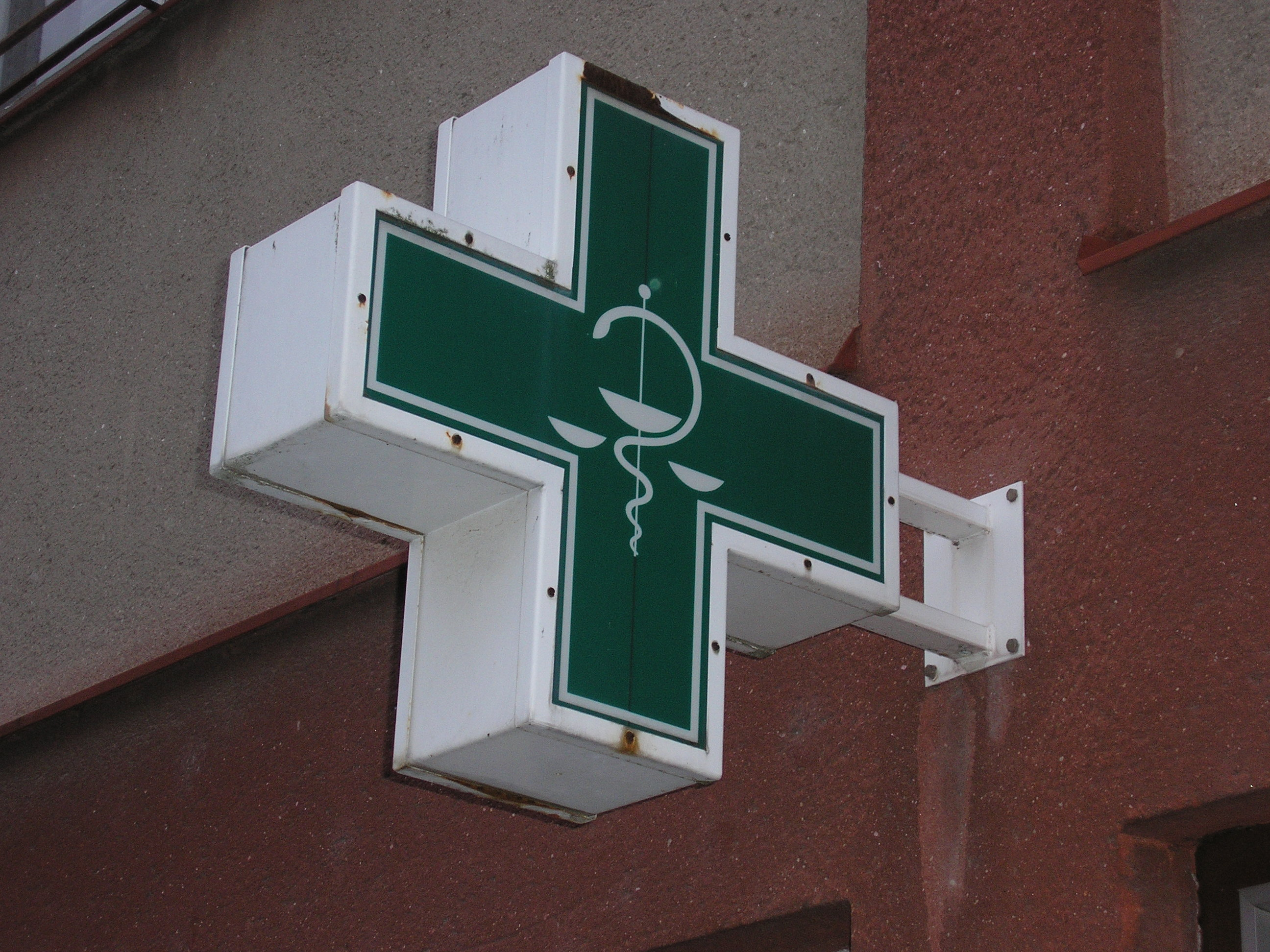
Znak České lékárnické komory

Lékárna (archaicky též apotéka, lidově apatyka) je veřejné zdravotnické zařízení, které slouží k zabezpečení léčiv a některých druhů prostředků zdravotní techniky pro pacienty.

## Historie
Za nejstarší, dosud fungující lékarnu světa je považována  Officina Profumo-Farmaceutica di Santa Maria Novella ve Florencii; v tamějším klášteře vzniknul první lékárenský preparát okolo roku 1380.
V Česku je jako nejstarší lékárna udávána lékárna U červeného raka v Brně (nepřetržitě nejméně od roku 1620), případně v roce 2016 znovuobnovená lékárna (bylinkárna) v Jáchymově (prokazatelně fungovala v roce 1520).

## Odborní pracovníci
Farmaceuti mohou v Česku vystudovat na dvou vysokých školách:
- Farmaceutická fakulta Univerzity Karlovy v Hradci Králové
- Farmaceutická fakulta Masarykovy univerzity v Brně

Studium farmacie je pětileté, po jeho absolvování získávají farmaceuti titul „magistr“ (Mgr.) a jsou plně kvalifikováni pro výkon činností ve všech farmaceutických odvětvích. V rigorózním řízení je možné získat též titul „doktor farmacie“ (PharmDr.). V lékárnách mají farmaceuti veškeré pravomoci pro zacházení s léčivy.
Mezi farmaceutické pracovníky patří též farmaceutičtí asistenti, kteří získávají kvalifikaci na vyšších odborných školách (titul DiS.). Dříve se nazývali farmaceutičtí laboranti a získávali vzdělání na středních zdravotních školách. Asistenti mají méně pravomocí než farmaceuti, zejména nemohou vydávat léčivé přípravky na lékařský předpis. Mohou však být velmi nápomocni pacientům při volném prodeji a mohou samostatně připravovat léčivé přípravky.

## Činnosti lékárny
- Výdej léčivých přípravků na lékařský předpis
- Volný prodej léčivých a dalších přípravků
- Výdej a prodej zdravotnických prostředků
- Výdej na žádanku pro jiná zdravotnická zařízení
- Objednávání, příjem a skladování
- Laboratorní příprava léčivých přípravků
- Kontrolní činnost
- Vzdělávací činnost (sebevzdělání, mezi kolegy, směrem ke klientům lékárny)
- Odborné poradenství
- Zásilkový prodej doplňků stravy a léčiv, které nejsou na lékařský předpis (e-shop lékáren)
- Prodej doplňků stravy, kosmetiky a zdravotních pomůcek

## Pracovníci v lékárně
- Magistr/Doktor farmacie
- Farmaceutický asistent (laborant)
- Sanitář